# Tierceron

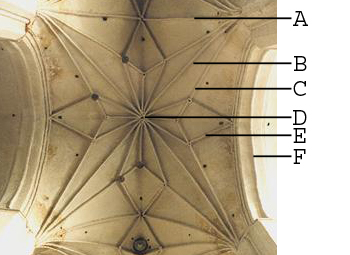
Sterngewölbe im Dom von Toruń (ehemals Thorn). A=Gurtrippe, B=Kreuzrippe, C=Tierceron, D=Schlussstein, E=Lierne-Rippe, F=Arkadenbogen

Als Tierceron werden in der gotischen Architektur kleine Nebenrippen 2. Grades eines Gewölbes bezeichnet. Sie führen von der Ecke des Jochs nicht zum Schlussstein, sondern zur Scheitel- oder Kreuzrippe; sie haben keine tragende, sondern nur mehr eine dekorative Funktion.
Noch kürzere Verbindungsrippen ohne seitliches Auflager und ohne Verbindung zum Schlussstein werden als Lierne-Rippen bezeichnet.